# Anime Contents Expo
Anime Contents Expo (jap. アニメ コンテンツ エキスポ Anime Kontentsu Ekisupo), znane również jako ACE, były jednymi z największych targów anime na świecie, odbywającymi się corocznie w Japonii. Pierwsze wydarzenie miało miejsce w 2012 roku. Wydarzenie odbyło się pod koniec marca w Makuhari Messe, centrum kongresowo-wystawienniczym w Zatoce Tokijskiej. W 2014 roku targi zostały połączone z Międzynarodowymi Targami Anime w Tokio, tworząc AnimeJapan.

## Historia wydarzeń
| Data                       | Lokalizacja                                                       | Przy. |
| -------------------------- | ----------------------------------------------------------------- | ----- |
| 2011                       | Odwołane z powodu trzęsienia ziemi i tsunami w Tōhoku w 2011 roku | [ 3 ] |
| 31 marca – 1 kwietnia 2012 | Makuhari Messe, Chiba                                             | [ 3 ] |
| 30-31 marca 2013           | Makuhari Messe, Chiba                                             | [ 4 ] |